# Kristi nedstigande till dödsriket

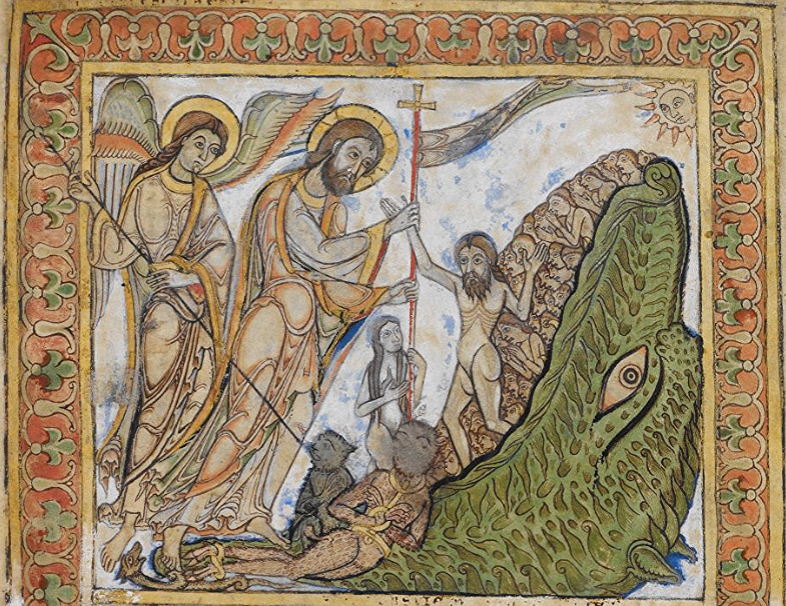
Illustration ur ett psalterium från 1100-talet, föreställande Kristi nedstigande till dödsriket.
Han befriar Adam och Eva.

Kristi nedstigande till dödsriket (latin: Descensus Christi ad Inferos, "Kristi nedstigande i helvetet", ordagrant "Kristi nedstigande till underjorden") är inom kristen teologi vad som sker efter Jesu död på korset och före hans uppståndelse. 
Episoden återfinns i den apostoliska trosbekännelsen samt den athanasianska, i formuleringen "nederstigen till dödsriket". I vissa översättningar av trosbekännelsen, är det till helvetet som Jesus stiger ned. En annan tolkning är att Jesus nedsteg i en annan krets av dödsriket, till limbo.
Uttrycket ad Inferos betyder ordagrant "till de lägre rymderna" eller "till jordens djup" (inferos är ackusativ maskulinum pluralis av inferus, "låg", "undervärldslig" eller "underjordisk") på latin, och Inferus eller Inferum betyder "den undre världen" eller "underjorden". Den latinska motsvarigheten till helvetet är Tartarus snarare än Inferus eller Inferum.

## Plundringen av dödsriket
Plundringen av dödsriket är när Jesus i dödsriket befriar de fångnas själar. Plundringen av dödsriket är ett vanligt motiv i medeltida konst. Konstmotivet benämnes även anastatis, ἀνάστασις, ett grekiskt ord för uppståndelse. Man anser att motivet skapades i bysantinska riket och kom till väst under tidigt 700-tal.
Den äldsta skriftliga källan som mera uttryckligt beskriver hur Jesus i dödsriket räddar de fångnas själar är det apokryfiska Nikodemusevangeliet, i dess äldre delar som ibland kallas Pilatusakterna.
Några bibelställen som tolkas som stöd för att Jesus Kristus befriade själar i helvetet eller dödsriket/underjorden är Första Petrusbrevet 3:18–20, där den avrättade Jesus sägs stiga ned för att predika för fångna andar, till exempel de som gick under i syndafloden när profeten Noa räddades från vattnet, Första Petrusbrevet 4:5–6, där evangelium sägs ha blivit förkunnat även för döda, och Efesierbrevet 4:7–10, där Jesus sägs giva nåd som gåva till människor, fara ned till underjorden och taga dess fångar med sig och sedan fara upp till himmelriket.
Första Petrusbrevet 3:18–20
Kristus själv led ju en gång döden för synder; rättfärdig led han för orättfärdiga, på det att han skulle föra oss till Gud. Ja, han blev dödad till köttet, men till anden blev han gjord levande. I anden gick han gick han ock åstad och predikade för de andar som höllos i fängelse, för sådana som fordom voro ohörsamma, när Guds långmodighet gav dem anstånd i Noas tid, då när en ark byggdes, i vilken några få -- allenast åtta personer -- blevo frälsta genom vatten.
Första Petrusbrevet 4:5–6
Men de skola göra räkenskap inför honom som är redo att döma levande och döda. Ty att evangelium blev förkunnat jämväl för döda, det skedde, för att dessa, om de än till köttet blevo dömda, såsom alla människor dömas, likväl till anden skulle få leva, så som Gud lever.
Efesierbrevet 4:7–10
Men åt var och en särskild av oss blev nåden given, alltefter som Kristus tillmätte honom sin gåva. Därför heter det: »Han for upp i höjden, han tog fångar, han gav människorna gåvor.» Men detta ord »han for upp», vad innebär det, om icke att han förut hade farit hit ned till jordens lägre rymder? Den som for ned, han är ock den som for upp över alla himlar, för att han skulle uppfylla allt.